# Kiiminki (quartier)
Kiiminki (en finnois : Kiimingin kaupunginosa) est  un  quartier du district de Kiiminki de la ville d'Oulu en Finlande.

## Description
Le quartier compte 5 815 habitants (31.12.2018).

## Galerie

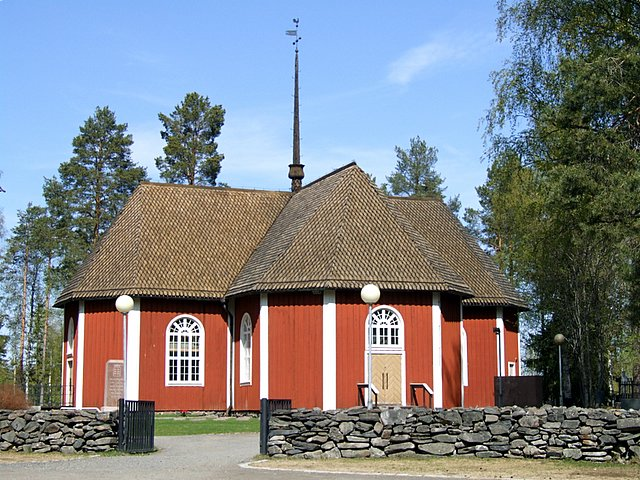
Église de Kiiminki.
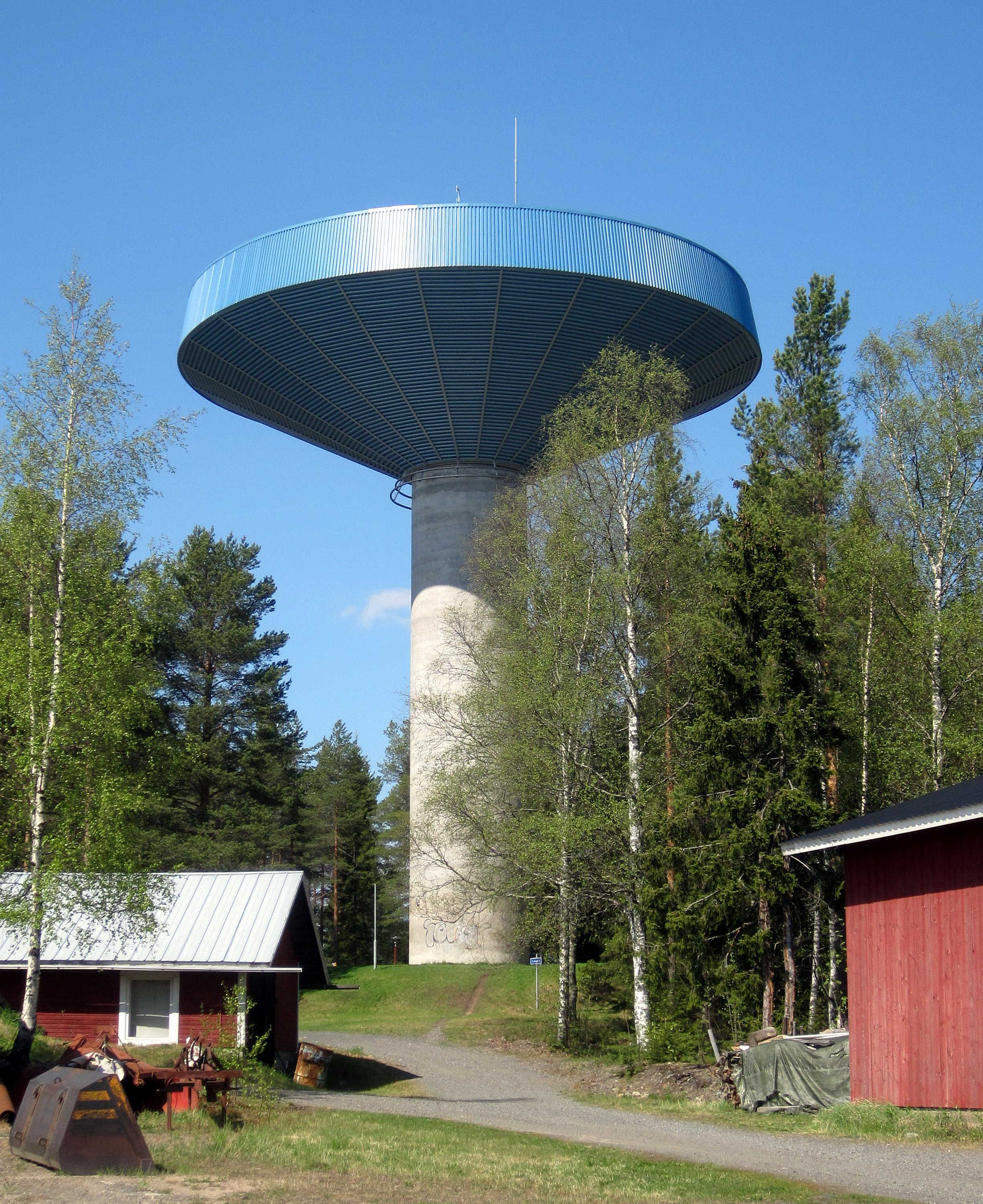
Château d'eau de Kiiminki.
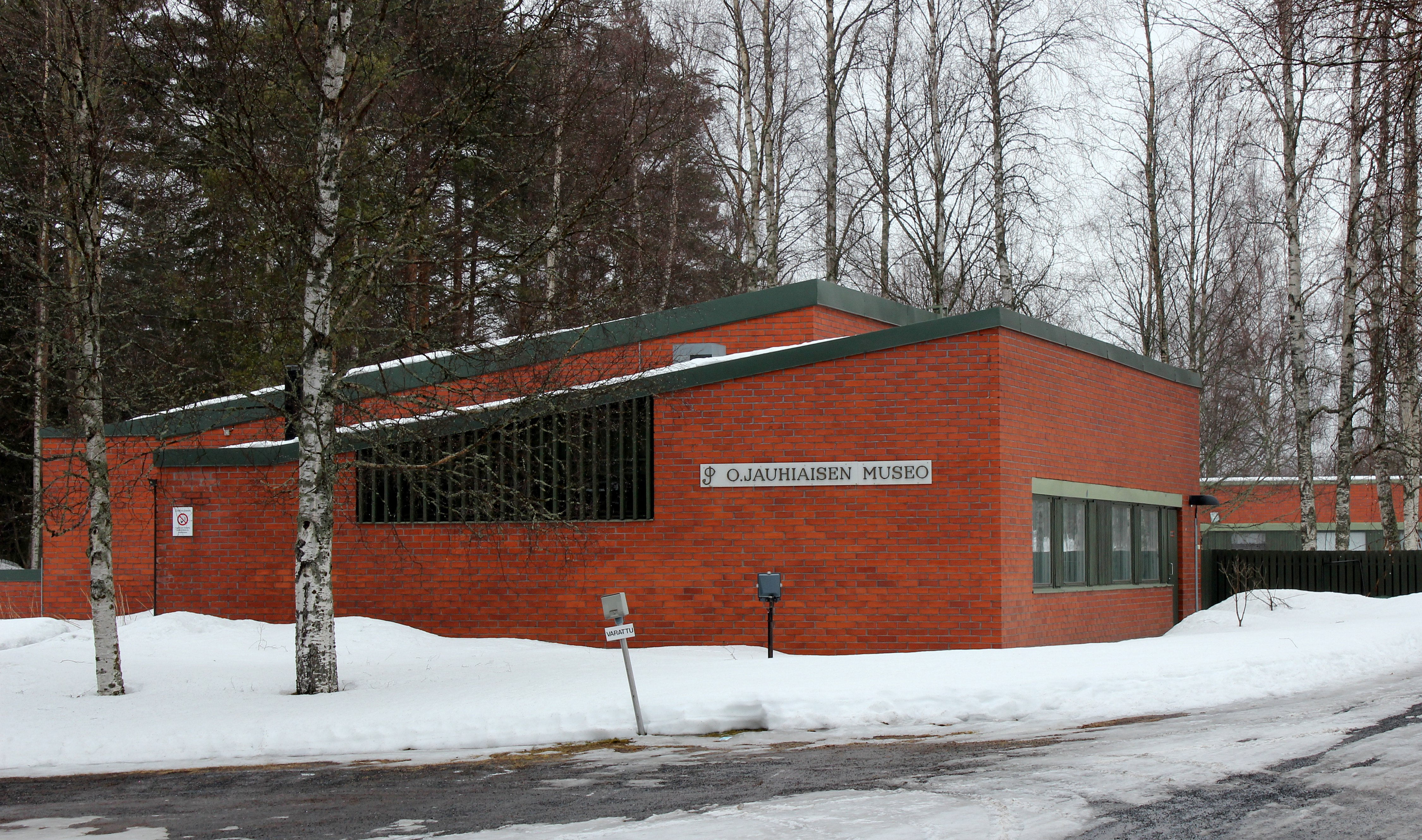
Musée O. Jauhiainen.
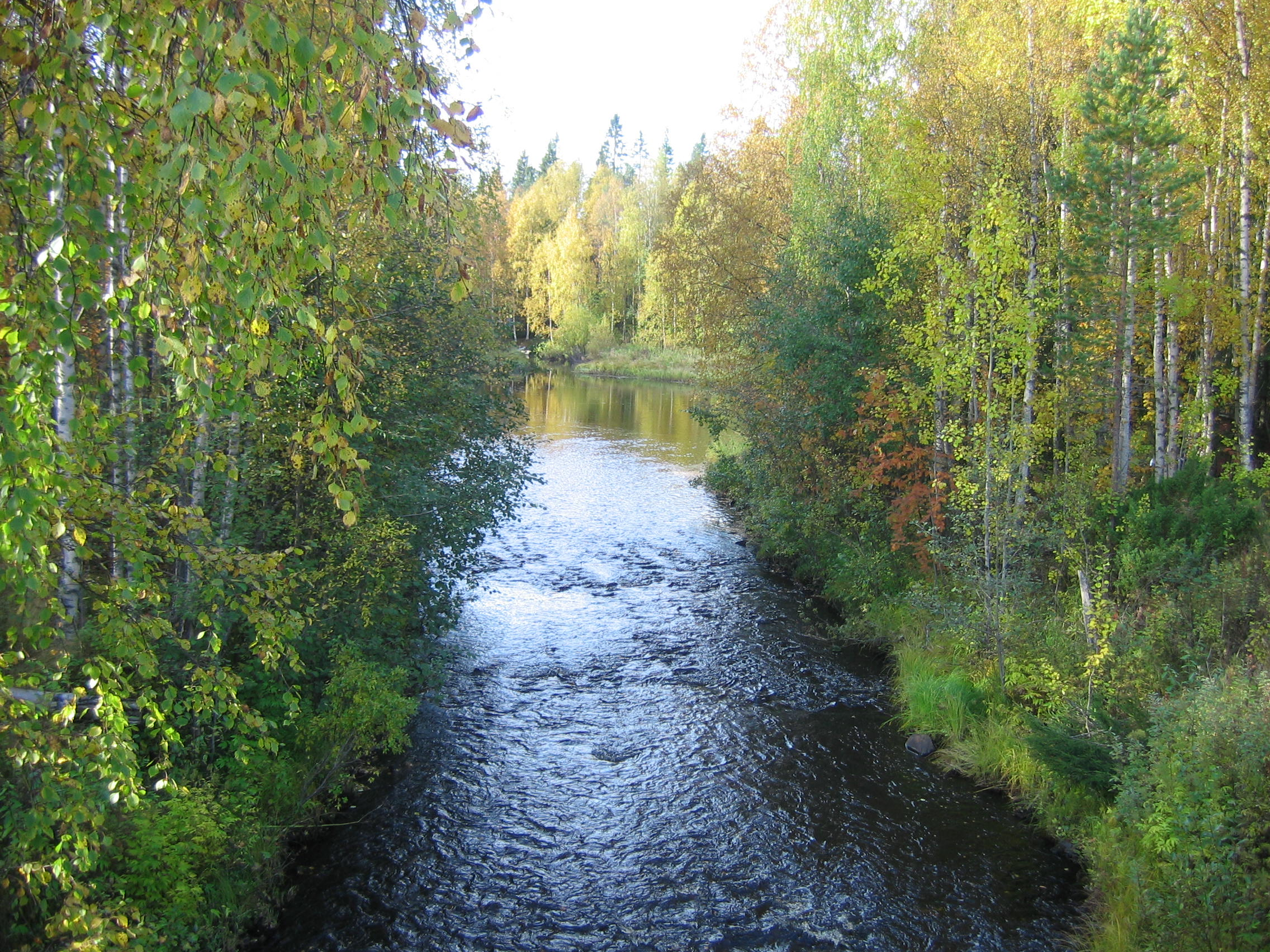
Rivière Jolosjoki.